# Бедуїду
Бедуї́ду (порт. Beduído; МФА: [bɨ.du.ˈi.du]) — колишня парафія в Португалії, в муніципалітеті Ештаррежа. Перебувала у складі округу Авейру.  Входила до регіону Центр. За старим адміністративним поділом, що був чинним до 1976 року, територія парафії належала провінції Берегова Бейра.  Ліквідована 28 січня 2013 року. Увійшла до складу парафії Бедуїду і Вейруш. Площа парафії — 20,56 км², населення — 7544 ос. (2011), густота населення — 366,93 осіб/км²
. Патрон — святий Яків. Поштовий індекс — 3864. Код  — 010802.

## Географія

Ештаррежа (2013)
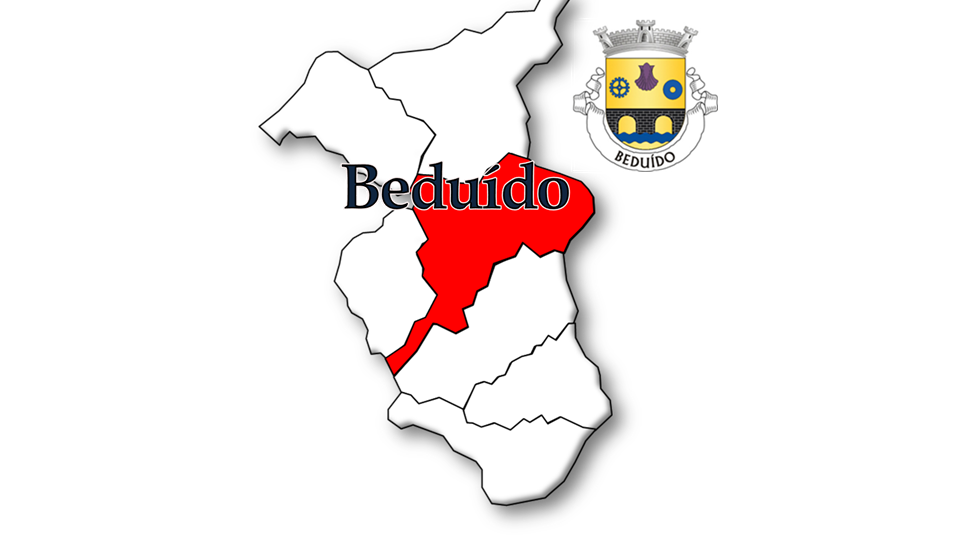
Бедуїду

## Населення
| Кількість мешканців | Кількість мешканців | Кількість мешканців | Кількість мешканців | Кількість мешканців | Кількість мешканців | Кількість мешканців | Кількість мешканців | Кількість мешканців | Кількість мешканців | Кількість мешканців | Кількість мешканців | Кількість мешканців | Кількість мешканців | Кількість мешканців |
| ------------------- | ------------------- | ------------------- | ------------------- | ------------------- | ------------------- | ------------------- | ------------------- | ------------------- | ------------------- | ------------------- | ------------------- | ------------------- | ------------------- | ------------------- |
| 1864                | 1878                | 1890                | 1900                | 1911                | 1920                | 1930                | 1940                | 1950                | 1960                | 1970                | 1981                | 1991                | 2001                | 2011                |
| 2.629               | 3.108               | 3.200               | 3.556               | 3.885               | 3.878               | 4.215               | 4.801               | 5.672               | 6.211               | 6.368               | 6.976               | 6.731               | 7.794               | 7.544               |